# Dirty Little Rabbits
Dirty Little Rabbits är ett indierockband från Iowa, USA.

## Medlemmar
Nuvarande medlemmar
- Stella Katsoudas – sång (2007 – )
- Micheal Pfaff – keyboard, orgel (2007 – )
- Jeff Karnowski – basgitarr (2007 – )
- M. Shawn Crahan – trummor (2007 – )
- Ryan Martin – gitarr (2010 – )

Tidigare medlemmar
- Ty Fyhrie – gitarr (2007 – 2010)

Medlemmar i andra band
M. Shawn Crahan:
- Slipknot (1995 – )
- To My Surprise (2002 – 2006)

## Diskografi

### Studioalbum
- Dirty Little Rabbits (2010)

### EPs
- Breeding (2007)
- Simon (2009)